# Luigi Fiorillo
Luigi Fiorillo (Naples, 1847 - 1898) est un photographe italien.

## Biographie
Actif en Afrique du Nord depuis 1870, il travaille en Égypte – où il a ouvert un studio à Alexandrie –, en Algérie, en Palestine, puis en Érythrée.
Au début des années 1870, installé place Méhémet-Ali à Alexandrie, il prend le titre de « photographe de Son Altesse le prince Mohammed Toussoun Pacha ».
En 1871, il expose à Naples. En 1877, il participe à une expédition de la Société géographique italienne en Afrique orientale, puis l'année suivante participe à l'Exposition universelle de Paris, où il obtient une mention honorable. 
En 1881, il réalise un reportage sur la révolte de l'armée égyptienne dirigée par Aḥmad ʿOrābī. L'année suivante, le 11 juillet, il photographie les effets du bombardement naval britannique d'Alexandrie, lors de la guerre anglo-égyptienne,. 
En 1884, il reçoit un prix à Ottawa et à Boston.
Entre 1887 et 1888, il rejoint une expédition organisée par le lieutenant-général Alessandro Asinari de San Marzano, commandant de Massaua, pour regagner les positions perdues en Érythrée après la bataille de Dogali (1887). En Érythrée, il est avec le capitaine d'artillerie Carlo Michelini. Toujours dans la colonie italienne, avec Edoardo Martinori et Francesco Nicotra, il réalise 142 plans documentant l'activité italienne dans la « colonia primogenita ».
En 1890, Fiorillo conclut un partenariat avec A. Marques, changeant le nom de son studio en « Photographes et éditeurs Marques & Fiorillo, Assouan ». Il meurt en 1898. 
Son activité se poursuit jusque dans les années 1920, grâce à ses enfants et à sa veuve,. Son fils Federico déménage ensuite à Rhodes, à l'époque possession italienne. Il ouvre un studio photographique, d'abord à Rhodes puis à Leros. Après la défaite de l'Italie lors de la Seconde Guerre mondiale et le passage de Rhodes en Grèce, il est contraint de fuir avec ses enfants et de se réfugier en Italie, à Bari.

## Galerie

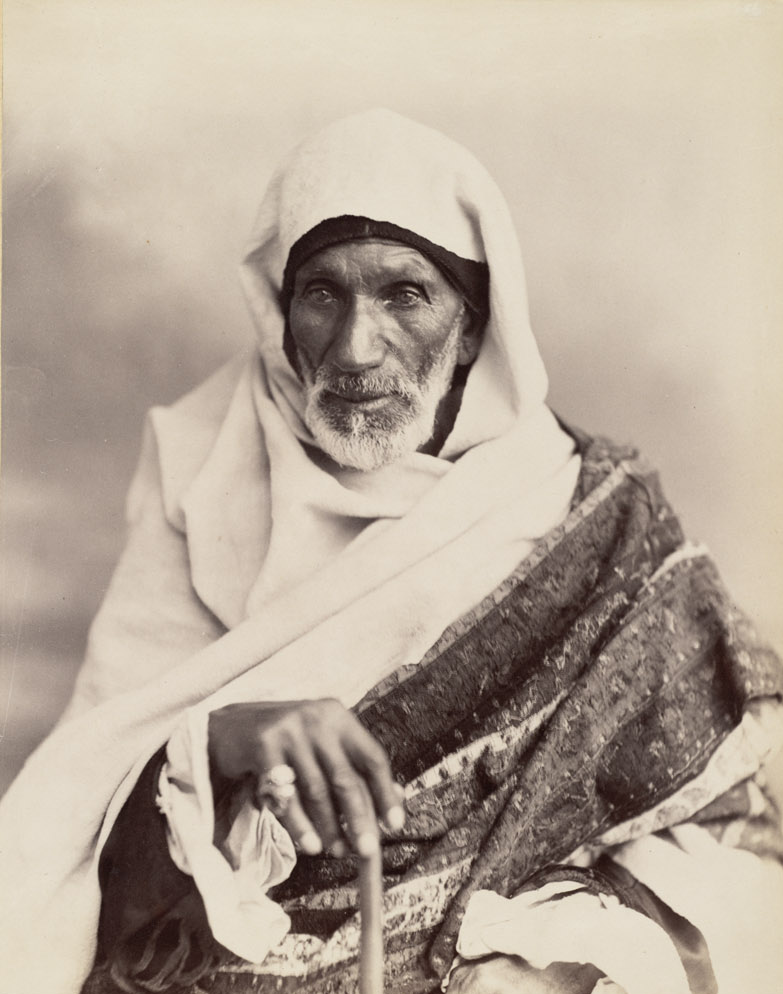
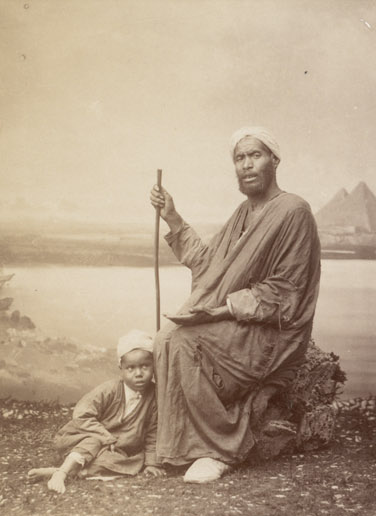
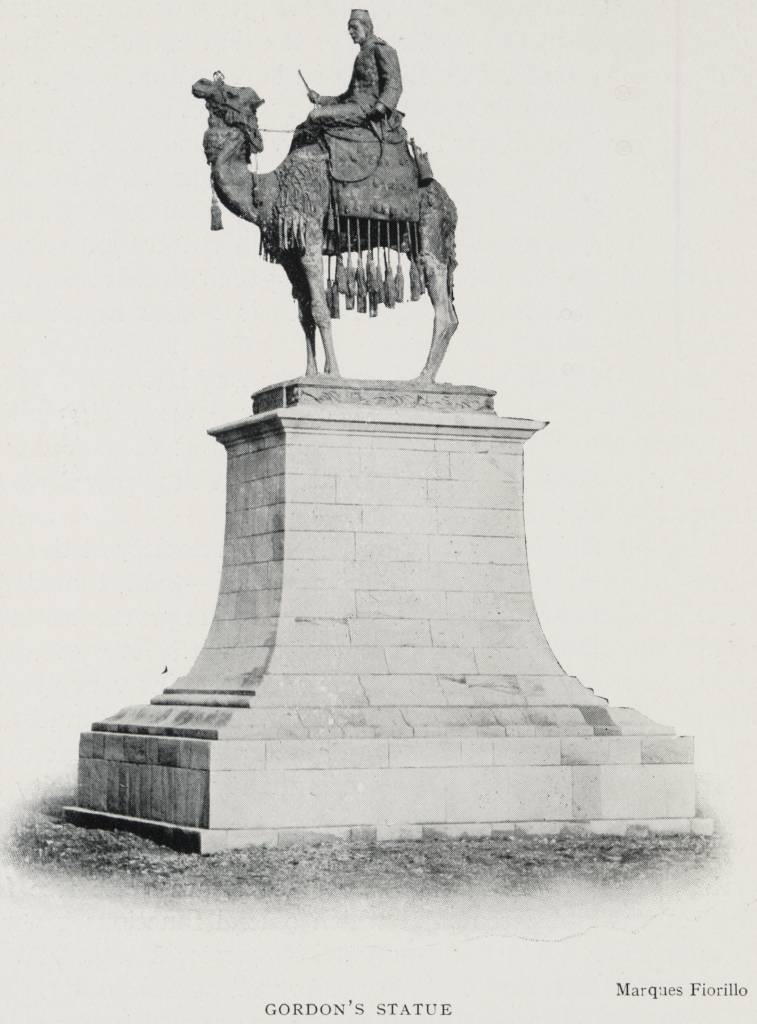
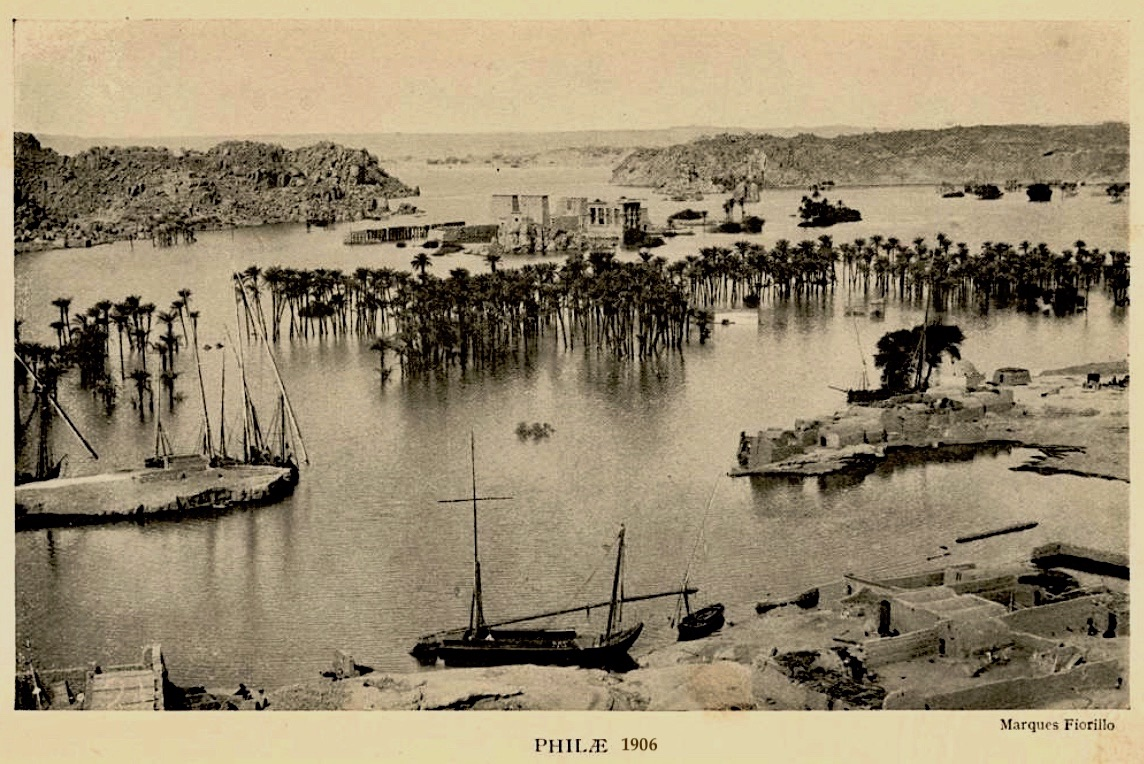

## Exposition
- 2014 : une exposition lui est consacrée au musée du Palazzo Rosso à Gênes.